# Ponte das Barcas

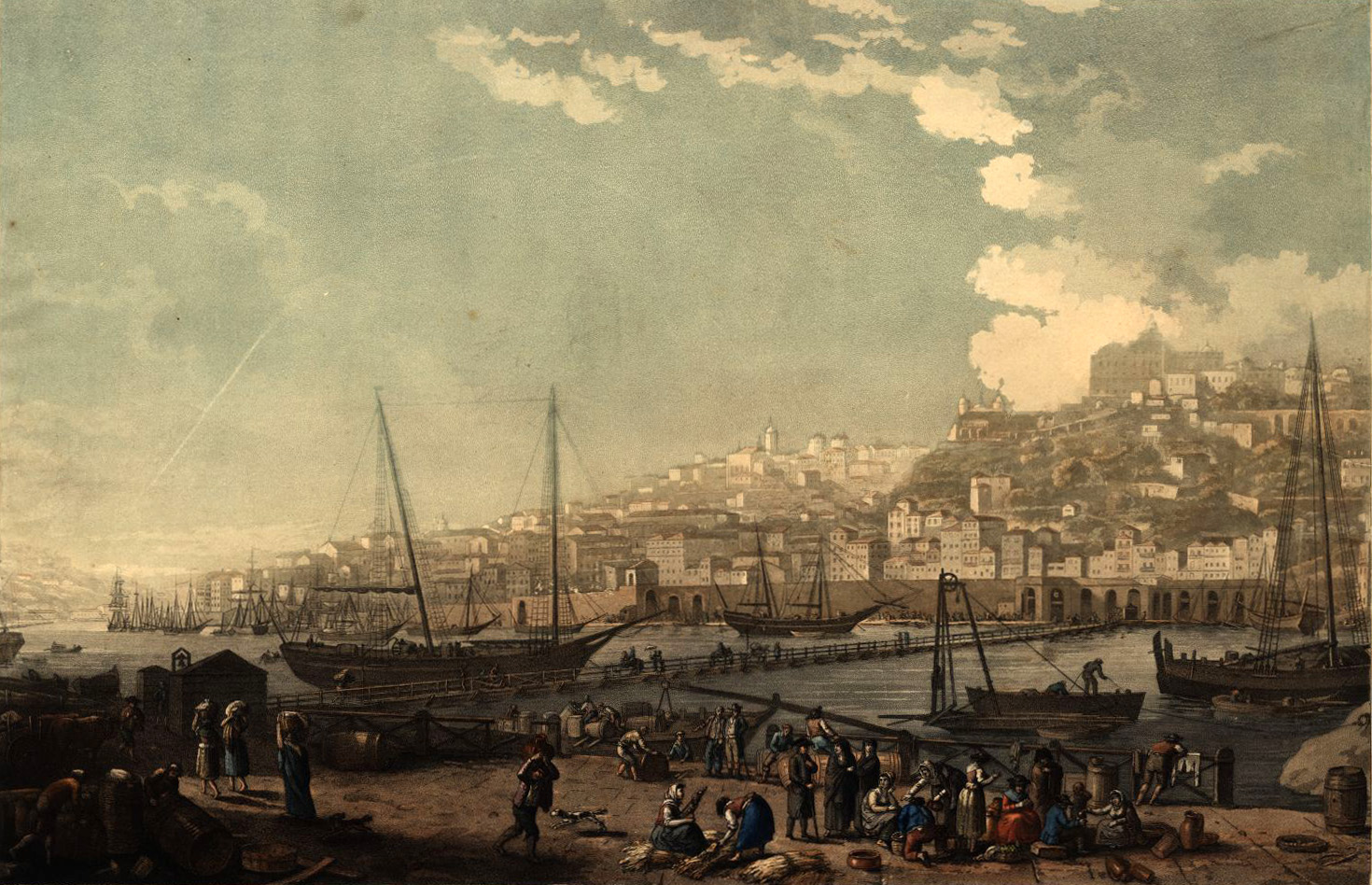
Vista de Porto amb el Ponte das Barcas, en un gravat del 1817

El ponte das Barcas era un pont sobre el Douro que unia la ciutat de Porto (Portugal) amb Vila Nova de Gaia, construït a començaments del segle xix. Com en altres ciutats, se n'havien fet abans, provisionals per al pas de tropes, com al 997 per l'exèrcit d'Almansor, o al 1369, durant la guerra amb Castella. El 1806 es va inaugurar el ponte das Barcas projectat per Carlos Amarante, format per vint barques lligades entre si amb cables d'acer, que sostenien una passarel·la amb baranes. Les tres barques centrals es podien desplaçar per deixar pas als vaixells.
Aquest pont fou l'escenari de la tragèdia coneguda com el desastre del Ponte das Barcas, durant les guerres napoleòniques. Napoleó Bonaparte va envair tres cops Portugal abans que es produís la Guerra del Francès enviant-hi tropes comandades per generals d'alt grau. Durant la segona invasió (1809) el mariscal Soult havia d'ocupar la ciutat del Porto. La ciutat estava en una situació caòtica: part de la població havia fugit, el bisbe António de São José de Castro s'havia aquarterat a la serra del Pilar, a l'altra banda del riu, i pels carrers s'havia produït una cacera de jacobins, reals o imaginaris. Els emissaris enviats per Soult foren maltractats. Els francesos, doncs, van assaltar la ciutat i milers de persones s'aplegaren a la Ribeira per fugir pel ponte das Barcas. La situació es va agreujar quan el bisbe va ordenar disparar les bateries de la serra del Pilar contra la ciutat, causant una gran mortaldat, no de francesos sinó dels habitants que volien fugir. El pànic va provocar una allau al pont amb milers de persones que van caure al riu, vestides i carregades, i que van morir ofegades. No és clar si el pont es va enfonsar per excés de pes o si algú havia desenganxat les barques centrals per impedir el pas dels francesos, amb el resultat que els fugitius que empenyien per accedir al pont provocaren la caiguda dels que s'hi trobaren bloquejats.
Un cop conquerida la ciutat, el francesos el van refer, però el van destruir quan la van desocupar 45 dies després. Va ser reconstruït de nou, però durà poc, ja que el 1846 fou substituït per un pont penjant, que al seu torn fou reemplaçat pel famós pont de Lluís I.